# Plasma de quarks e glúons
O plasma de quark-glúons (PQG ou QGP do inglês quark-gluon plasma) é uma fase da cromodinâmica quântica (QCD, do inglês quantum chromodynamics) que existe quando a temperatura e/ou a densidade são muito altas. Este estado se compõe de quarks e glúons (quase) livres que são os componentes básicos da matéria. Crê-se que existiu durante os primeiros 20 a 30 microsegundos depois de que o universo nascera no Big Bang. Os experimentos no ''Super Proton Synchrotron'' (SPS) do CERN trataram primeiro de criar QGP nas décadas de 1980 e 1990, e pode haver sido parcialmente conseguido. Atualmente, experimentos no Colisor de Íons Pesados Relativístico (RHIC) no Laboratório Nacional Brookhaven (Estados Unidos) continuam este esforço . Três novos experimentos tem sido levados a cabo no Grande Colisor de Hádrons (LHC) do CERN, ALICE, ATLAS e CMS, continuando com o estudo das propriedades do QGP.

## Introdução geral
O QGP contém quarks e glúons, como a matéria hadrônica normal. A diferença entre estes dois estados da QCD é a seguinte: Na matéria normal cada quark ou bem se emparelha com um antiquark para formar um méson ou se une com outros dois quarks para formar um bárion (tal como o próton e o nêutron). Na QGP, por outro lado, estes mésons e bárions perdem sua identidades e fazem uma massa muito maior de quarks e glúons. Na matéria normal os quarks estão confinados; os quarks de QGP estão desconfinados.

### Sua definição como um plasma
Um plasma é matéria na qual as cargas são distribuídas (conforme o comprimento de Debye) permitindo a presença de outras cargas móveis; por exemplo: a Lei de Coulomb é modificada a permitir uma carga dependente da distância. Na QGP, a cor dos quarks e glúons é distribuida. A QGP tem outras analogias com o plasma normal. Existem também diferenças devido ao fato que cor é não-abeliana, enquanto a carga elétrica é abeliana.

### O estudo teórico
Uma conseqüência desta diferença em relação ao plasma "convencional" é que a carga de cor é muito maior para os cálculos da teoria perturbacional os quais são o método principal da eletrodinâmica quântica. Como resultado, a principal ferramente teórica para explorar a teoria do PQG é teoria do retículo gauge. A temperatura de transição (aproximadamente 175 MeV) foi primeiramente predita pela teoria do retículo de gauge. Desde que a teoria do retículo de gauge tem sido usada para predizer muitas outras propriedades deste tipo de matéria. Uma correspondência AdS/CFT é agora uma nova conjectura de interesse permitindo introspecções dentro em QGP.

### Sua criação em laboratório
O QGP pode ser criado aquecendo a matéria até uma temperatura de 175 MeV. Isto se pode fazer no laboratório fazendo colidir dois núcleos grandes com alta energia. Chumbo e ouro têm sido utilizados para fazer isto no CERN Super Proton Synchrotron e RHIC, respectivamente. Os núcleos são acelerados a velocidades ultrarelativísticas e se chocam um contra o outro quando se contraem. Em grande parte se atravessam um contra o outro, mas um resultante volume quente chamado "bola de fogo" se cria depois do choque. Uma vez criado, esta "bola de fogo" se desfaz devido a sua própria pressão, e se esfria ao dissociar-se. Mediante o estudo deste fluxo, os experimentalistas esperam poder provar a teoria.
Em 2019 um outro experimento realizado no CERN mostrou que um plasma de quarks e glúons pode ter sido criado de uma outra forma: a colisão de um próton com um núcleo de chumbo.

### O PQG no quadro geral da física
A cromodinâmica quântica é uma parte da teoria moderna da física de partículas chamada o modelo padrão. Outras partes desta teoria tratam com o modelo eletrofraco e os neutrinos. A eletrodinâmica quântica tem sido provada e se tem mostrado correta até umas poucas partes em um trilhão. O modelo eletrofraco tem sido provado e tem se apresentado correto até umas poucas partes por milhar. Os aspectos perturbativos da QCD têm sido provados a umas poucas partes por centena. Em contraste, os aspectos não-perturbativos da QCD tem sido apenas provados. O estudo do PQG forma parte deste esforço de consolidar a grande teoria da física de partículas.

## Propriedades esperadas

### Termodinâmica
A temperatura de alteração da matéria hadrônica normal ao estado de QGP está ao redor dos 175 MeV, correspondendo a uma densidade de energia de pouco menos de 1 GeV/fm³. Para a matéria relativista, a pressão e a temperatura não são variáveis independentes, assim que a equação de estado é uma relação entre a densidade de energia e a pressão. Isto tem sido encontrado por cálculos de retículos, e comparado com a teoria perturbacional e a teoria de cordas. Isto é todavia um assunto de constante investigação. Funções de resposta tais como o calor específico e vários números de suscetibilidades de quark estão sendo calculados atualmente.

### Fluxo
A equação de estado é uma entrada importante nas equações do fluxo. A velocidade do som está atualmente sob investigação em cálculos de retículos. O percurso livre médio de quarks e glúons tem sido calculado utilizando a teoria perturbacional assim como a teoria das cordas. Os cálculos de retículos têm sido mais lentos aqui, ainda que os primeiros cálculos de coeficientes de transporte tenham sido concluidos recentemente. Estes indicam que o tempo livre médio de quarks e glúons no PQG pode ser comparados ao espaço médio entre partículas: portanto o PQG é um líquido relativamente a suas propriedades de fluxo. Este é um campo de intensa investigação, pelo que estas conclusões podem evoluir rapidamente. A incorporação dos fenômenos dissipativos em hidrodinâmica é outro acontecimento recente que se encontra todavia em sua fase ativa.

### Espectro de excitação
É espéculado se o PQG contém realmente quarks e glúons (quase) livres. O estudo de propriedades termodinâmicas e de fluxo indicam que é uma simplificação. Há muitas idéias que estão evoluindo atualmente e serão comprovadas em um futuro próximo. Foi recentemente descoberto que alguns mésons construídos de quarks pesados (tal como o Charm Quark) não se dissolvem até que a temperatura não chegue perto de 350 MeV. Isto tem levado à especulação que muitas outras classes de estados podem existir no plasma. Algumas propriedades constantes do plasma (como o comprimento de Debye) restringem o espetro de excitação.